# Печёночница трансильванская
Печёночница трансильва́нская (лат. Hepática transsilvánica, Anémone transsilvanica) — многолетнее травянистое растение, вид рода Печёночница (Hepatica) семейства Лютиковые (Ranunculaceae). Нередко весь род включается в состав рода Ветреница (Anemone).

## Ботанические описание

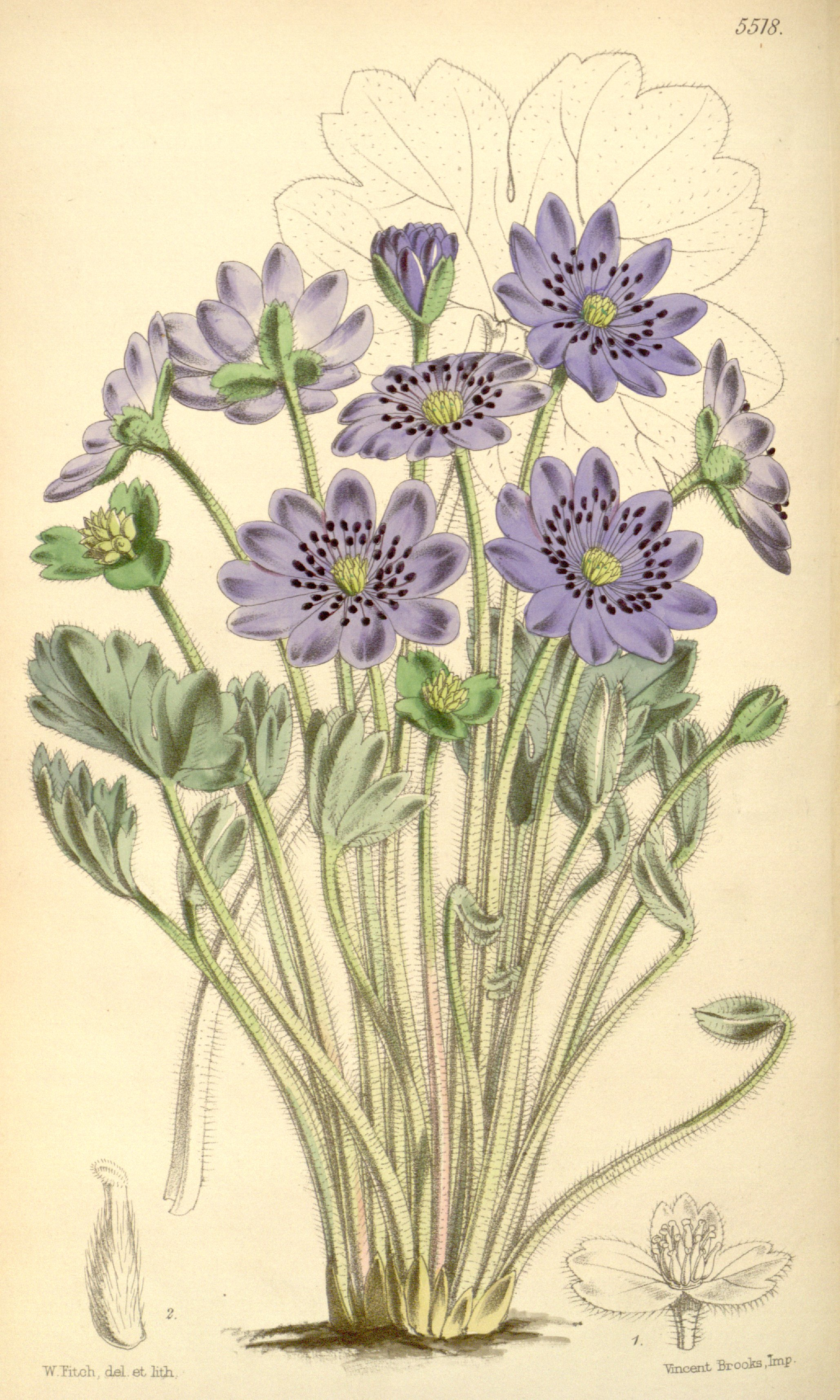
Ботаническая иллюстрация из Curtis's Botanical Magazine (1865)

Стебель несёт на верхушке одиночный цветок, 10—20 см высотой. Корневище длинное, тонкое, косое или горизонтальное.
Листья с сердцевидным основанием, волосистые, затем, по крайней мере сверху, оголяющиеся, трёхлопастные, лопасти их также лопастные по краю, конечные дольки на конце от тупых и закруглённых до острых. Окраска их тёмно-зелёная, снизу часто с фиолетовым оттенком. Стеблевые листья с 2—3 зубцами у верхушки, образуют чашечковидную обёртку.
Цветки 2,5—4 см в диаметре, с 8—9 лепестковидными листочками околоцветника эллиптической формы. Окраска их, как правило, светло-синяя, редко белая или розовая.
Плод — многоорешек, орешки многочисленные, 5—6 мм длиной и 1,4—1,8 мм шириной, двояковыпуклые, на верхушке постепенно суженные в прямой носик. Поверхность немного неровная, густо шерстистая, жёлто-оранжевая.

## Экология и распространение
Эндемик Румынии, встречается только в горных лесах на Южных Карпатах.

## Таксономия и систематика

### Синонимы
- Anemone hepatica var. transsilvanica (Fuss) Finet & Gagnep., 1904
- Anemone transsilvanica (Fuss) Heuff., 1858
- Anemone transsilvanica f. typica Kárpáti, 1940, nom. superfl.
- Hepatica angulosa auct.
- Hepatica multiloba Schur, 1850